# デッド・オーシャンズ
デッド・オーシャンズ（Dead Oceans） は、アメリカ・インディアナ州ブルーミントンを拠点とするインディペンデント・レコードレーベル。インディー・ロックなどをリリースしている。

## 概要
2007年、シークレットリー・カナディアン(Secretly Canadian)とジャグジャグウォー(Jagjaguwar)の姉妹レーベルとしてスタート。ブルーミントンで2つのレーベルとスタッフや事務所を共有しながら運営している。

## 主なアーティスト
かつて契約していたアーティストを含む
- Akron/Family
- A Place To Bury Strangers - ア・プレイス・トゥ・ベリー・ストレンジャーズ
- Bear in Heaven
- Bill Fay
- Bishop Allen
- Blackout Beach
- Bowerbirds
- Bright Eyes - ブライト・アイズ
- Califone
- Citay
- Destroyer
- Dirty Projectors - ダーティー・プロジェクターズ
- The Donkeys
- The Explorers Club
- Evangelicals
- Frog Eyes
- Gauntlet Hair
- The Good Ones
- Japanese Breakfast
- John Vanderslice
- Kevin Morby
- Khruangbin
- The Luyas
- Mitski - ミツキ
- Mt. St. Helens Vietnam Band
- Nurses
- On Fillmore
- Phoebe Bridgers - フィービー・ブリジャーズ
- Phosphorescent
- Ryley Walker
- Shame
- Slowdive - スロウダイヴ
- Strand of Oaks
- Sun Airway
- The Tallest Man on Earth - ザ・トーレスト・マン・オン・アース
- These Are Powers
- White Hinterland
- Japanese Breakfast - ジャパニーズ・ブレックファスト